# Weltrat für Sportwissenschaft und Leibes-/Körpererziehung

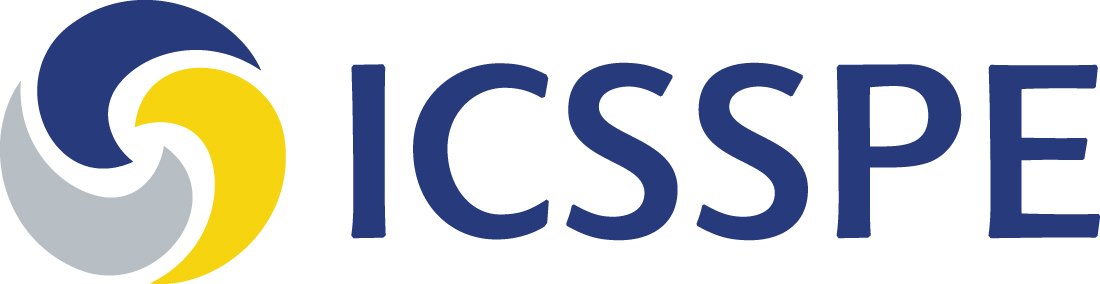
Logo des ICSSPE

Der Weltrat für Sportwissenschaft und Leibes-/Körpererziehung (int. gebräuchliche Abkürzungen: ICSSPE – International Council of Sport Science and Physical Education; CIEPSS – Conseil International pour l’Education Physique et la Science du Sport) versteht sich als internationale Dachorganisation der Sportwissenschaft, des Sports und des Schulsports, die zum Ziel hat, für eine bessere Lebensqualität und Gesundheit durch körperliche Aktivität und Sport sowie für Gesetze und Richtlinien zu werben, die einen aktiven Lebensstil, Leistung und good governance fördern.

## Entwicklung
Erste internationale Sportwissenschaftsverbände gab es bereits vor dem Ersten Weltkrieg. In der Anfangszeit waren es vor allem Sportmediziner, die zur Wissenschaft vom Sport beitrugen. 1956 organisierte Fritz Duras den Wissenschaftskongress aus Anlass der Olympischen Sommerspiele, zu dem 350 Teilnehmer aus allen fünf Kontinenten kamen. Sie beschlossen, einen Weltverband der Sportwissenschaft zu gründen und beauftragten Duras, dieses vorzubereiten. Gründungspräsident wurde so der deutsch-australische Sportmediziner jüdischer Herkunft, der 1937 nach Australien hatte emigrieren müssen. Die Gründung des bis heute bestehenden Weltrates erfolgte dann mit Unterstützung der UNESCO 1958 in Paris. Seit dieser Zeit ist die Organisation rechtlich bei der UNESCO eingetragen. Namhafte Sportler und Wissenschaftler fungierten in der Folgezeit als ehrenamtliche Präsidenten, wie Friedensnobelpreisträger Philip Noel-Baker, der ehemalige Leichtathlet der Weltklasse Roger Bannister und der Leiter des Bundesinstituts für Sportwissenschaft August Kirsch. Die ursprüngliche Bezeichnung „International Council of Sport and Physical Education (ICSPE)“ (Weltrat für Sport- und Leibeserziehung) wurde 1982 auf den Begriff „Sport Science“ erweitert. Gegenwärtig sind 290 Organisationen und Institutionen aus mehr als 60 Ländern Mitglied des Weltrates.

## Struktur
Oberstes Organ des Weltrates ist die alle zwei Jahre stattfindende Generalversammlung.
Der von der Generalversammlung gewählte Vorstand nach § 26 BGB fungiert jeweils vier Jahre. Er besteht aus einem Präsidenten, drei Vizepräsidenten und einem Schatzmeister.
Der Sitz der Geschäftsstelle ist in Deutschland (Friesenhaus I, Hanns-Braun-Straße 14053 Berlin). Geschäftsführender Direktor ist seit 2023 Patrick Stolpmann, unter Führung des Präsidenten Uri Schaefer.

## Bisherige Präsidenten
- 1956–1960 Fritz Duras (Australien)
- 1960–1976 Philip Noel-Baker (Großbritannien)
- 1976–1983 Roger Bannister (Großbritannien)
- 1983–1990 August Kirsch (Bundesrepublik Deutschland)
- 1990–1996 Paavo V. Komi (Finnland)
- 1997–2008 Gudrun Doll-Tepper (Bundesrepublik Deutschland)
- 2009–2014 Margaret Talbot (Großbritannien)
- 2014 –     Uri Schaefer (Israel)

## Arbeitsfelder
Grundanliegen ist eine zukunftsgerichtete weltweite Koordination von Sport, Sportwissenschaft und körperlicher Erziehung.
Die Arbeit des Weltrates vollzieht sich in den folgenden Bereichen, die jeweils von einem Vizepräsidenten koordiniert werden:
– Entwicklung, Koordination und Integration der sportwissenschaftlichen Disziplinen
– Förderung von innovativer und multidisziplinärer Forschung in der Sportwissenschaft
– Förderung der körperlichen Aktivität, der Leibeserziehung und des Sports und praktische Nutzung diesbezüglicher wissenschaftlicher Erkenntnisse.

## Internationale Kooperationen
Der Weltrat ist ständig beratendes Gremium der UNESCO. Zusammenarbeit gibt es darüber hinaus mit dem IOC, der WHO und diversen nationalen Sportverwaltungen.

## Weblink
- ICSSPE-Website